# Urodexia
Urodexia är ett släkte av tvåvingar. Urodexia ingår i familjen parasitflugor.
Kladogram enligt Catalogue of Life:
| Urodexia | \| \| Urodexia penicillum \| \| \| \| \| \| Urodexia uramyoides \| \| \| \| |
|          | \| \| Urodexia penicillum \| \| \| \| \| \| Urodexia uramyoides \| \| \| \| |
|          | Urodexia penicillum                                                         |
|          |                                                                             |
|          | Urodexia uramyoides                                                         |
|          |                                                                             |